# Episodi di Baby (terza stagione)
La terza e ultima stagione della serie televisiva Baby, composta da 6 episodi, è stata interamente pubblicata sul servizio di streaming on demand Netflix il 16 settembre 2020 in tutti i paesi in cui è disponibile.
| nº | Titolo               | Pubblicazione Italia |
| -- | -------------------- | -------------------- |
| 1  | San Valentino        | 16 settembre 2020    |
| 2  | 26 aprile 1915       | 16 settembre 2020    |
| 3  | Esprimi un desiderio | 16 settembre 2020    |
| 4  | Niente più segreti   | 16 settembre 2020    |
| 5  | 100 giorni           | 16 settembre 2020    |
| 6  | Oltre l'acquario     | 16 settembre 2020    |

## San Valentino

### Trama
Dopo che un cliente viene arrestato mentre è a letto con Sofia, Fiore raccomanda a Chiara e Ludovica di mantenere un profilo basso per non destare alcun sospetto. Chiara va a parlare con Sofia, mentre Ludovica, in seguito a una discussione con la madre, inizia a drogarsi nella sua stanza. Damiano continua a ricevere foto da Al Pacini e decide di comunicare ciò a Chiara. I due si incontrano in un locale a parlare della prostituzione che le due amiche stanno esercitando. Il professore di filosofia di Ludovica va a parlare con Simonetta per incoraggiare ad aiutare la figlia a ritornare sulla giusta via. 
Nel mentre Brando accetta la sua omosessualità e decide per questo di far arrestare il padre, diffondendo il video del genitore mentre fa sesso con Sofia in modo tale da incontrare Fabio, poiché il padre ha respinto quest ultimo a casa sua.
Damiano riesce a ottenere un accordo con un investigatore privato per liberare Chiara dalla vicenda, ma in seguito la trova in discoteca con un cliente. Sofia viene interrogata dagli agenti; la ragazza inizialmente si rifiuta a fare nomi, per poi fare un nome: Emma.

## 26 aprile 1915

### Trama
L'agente dà a Damiano il compito di installare un microfono nascosto nell'appartamento di Fiore. Brando cerca di riavvicinarsi a Fabio, ma quest'ultimo lo rifiuta. Nello spogliatoio, Brando litiga con Niccolò e i due finiscono per fare a botte ma vengono interrotti da Monica. Al Collodi nascono dei pettegolezzi su Ludovica e Chiara cerca di scoprire chi è stato a diffonderli. Ludovica chiama Chiara a casa sua per comunicarle che vuole smettere con la prostituzione. Subito dopo a casa di Ludovica arriva la polizia ma Chiara, grazie a un diversivo (ovvero spaccare un finestrino della sua auto e dire di aver subito vandalismi) riesce a distrarre i poliziotti e far scappare l'amica. Tutto si conclude con Chiara nell'ufficio del padre davanti alle foto osé che la ritraggono mentre si prostituisce.

## Esprimi un desiderio

### Trama
L'episodio comincia con i sogni e i desideri di Ludovica. Tra Chiara e i suoi comincia un litigio. Monica comunica al preside di aver avuto una storia con Niccolò e che in seguito gli presenterà le sue dimissioni. Virginia spiega a Camilla che ha mentito a suo fratello riguardo la gravidanza e in seguito le due litigano; tuttavia la verità viene scoperta da alcuni ragazzi e Virginia viene derisa. Elsa e Simonetta si incontrano e iniziano a parlare di ciò che le figlie stanno facendo. Un agente viene a interrogare Ludovica sul suo ex ragazzo sospettato per sfruttamento minorile ma la ragazza afferma di non saperne nulla. A un appuntamento con un cliente, Chiara si ritrova davanti la moglie, che cerca di aiutarla; la ragazza va da Damiano, il quale le racconta ciò che sta succedendo e il fatto che è preoccupato perché ha testimoniato contro Fiore. Dopo la discussione Chiara pensa di smettere anche lei con il giro di prostituzione, infatti inizia a rifiutare tutte le offerte dei suoi clienti. Fabio va a parlare con Brando dopo aver scoperto che suo padre è stato arrestato perché colto in flagrante con una minorenne. Fiore incontra Ludovica e le propone di scappare insieme, però lei rifiuta. Elsa decide di comunicare alla polizia ciò che sa della figlia. Ludovica festeggia il suo diciottesimo compleanno e soffiando sulle candele della torta esprime un desiderio.

## Niente più segreti

### Trama
Il preside espelle Ludovica pensando che lei sia "Emma"; la ragazza, in un primo momento indecisa, fugge con Fiore. Simonetta confessa alla polizia di essere a conoscenza del lavoro della figlia già da un po' e di usufruire dei soldi che guadagnava, perciò viene arrestata per favoreggiamento. Alberto firma le dimissioni come preside. In un'intervista in TV per la campagna elettorale di Elsa, Chiara, dopo essere andata a trovare Sofia, afferma di non conoscere Ludovica. In seguito, Chiara viene a sapere da Niccolò che è stata sua madre a raccontare tutta la vicenda alla scuola. Anche Damiano viene interrogato dallo stesso agente di Ludovica e poi va a sfogarsi con la sua nuova amica Aurora. Brando e Fabio si rincontrano e finiscono per fare l'amore, così come poco dopo anche Fiore e Ludovica. Chiara, nel tentativo di far tornare a casa Ludovica, spiega pubblicamente durante una diretta via social che l'amica non era l'unica a prostituirsi, ma c'era anche lei.

## 100 giorni

### Trama
Chiara viene assalita da un gruppo di giornalisti, ma accorre Fabio che la porta via in motorino. Brando dice al padre di essere stato lui a denunciarlo; quest'ultimo reagisce in modo violento verso il figlio ma in suo aiuto arriva la madre, che butta l'uomo fuori casa. Fabio e Brando si baciano davanti alla scuola, rendendo quindi pubblica la loro relazione; quest'ultimo fa poi pace con Niccolò. Ludovica decide di ritornare a casa dopo aver scoperto da Chiara che Martino, l'uomo che la seguiva continuamente, era stato inviato da Fiore per spaventarla. Quest'ultimo non accetta che la ragazza faccia sapere dove si trovino, così Ludovica è costretta a soggiogarlo e poi approfittare di un momento di assenza dell'uomo per inviare la propria posizione alla polizia. Gli agenti arrivano ma Fiore li minaccia con una pistola; tuttavia, in un momento di sua distrazione e con l'arma praticamente scarica, gli agenti riescono ad arrestarlo. I ragazzi del Collodi vanno infine tutti in spiaggia alla festa dei cento giorni per divertirsi. Chiara e Damiano, dopo un primo chiarimento, decidono di troncare e lei, rimasta sola con Ludovica, fa un bagno in mare per poi andare a dormire insieme.

## Oltre l'acquario

### Trama
Il processo ha avuto inizio, i principali coinvolti: Fiore, Ludo, Chiara, Damiano e Simonetta, sono chiamati a depositare le proprie testimonianze. Fiore, a propria difesa, cerca di far ricadere le colpe di tutta la vicenda sugli altri soggetti.
Inevitabilmente questa vicenda ha delle pesanti ripercussioni psicologiche sia sui protagonisti sia sulle loro famiglie e ognuno vorrebbe tirarsene fuori il prima possibile, ma per far sì che ciò avvenga serve una testimone fondamentale: Natalia.
Ludo, Chiara e Niccolò decidono di mettere al setaccio tutta Roma finché non la trovano. L'ultima tappa è un locale notturno molto frequentato e che le due giovani conoscevano bene, tant'è che Ludo si rifiuta di entrare. Natalia si trova lì mentre sta lavorando, trovandosi davanti Chiara che la prega di aiutarle ma lei si rifiuta categoricamente a meno che la giovane non accetti uno scambio: andare a letto con un suo cliente. Chiara accetta in un primo momento, salvo poi cacciar via l'uomo poiché non se la sente più di cedere al ricatto.
Il processo è quasi alle battute finali e, nel frattempo, giunge in aula Natalia, che ha deciso di confessare tutto.
Al Collodi è arrivato il giorno della prova finale di maturità e tutti si riuniscono per assistere all'esame di Ludovica; dopodiché quest'ultima va a trovare la madre in carcere, la quale si commuove per i risultati raggiunti dalla figlia, tentando così di ricostruire un rapporto che negli anni era quasi del tutto assente.
Sono passati due mesi da quando tutto si è concluso: Chiara si trova adesso in una casa famiglia dove svolge alcuni lavori socialmente utili, e Niccolò viene a trovarla con sorpresa, mentre Ludo si è trasferita a Parigi per studiare fumettistica.

L'episodio si conclude con entrambe le ragazze che, con le lacrime agli occhi, guardano il tatuaggio sul polso fatto poco tempo prima — la sagoma di un orsacchiotto —.